# BR18
BR18 — штурмова гвинтівка в компонуванні булпап виробництва Сінгапурської компанії ST Kinetics.
Гвинтівка була офіційно представлена на авіашоу в Сінгапурі у 2014 під назвою Bullpup Multirole Combat Rifle. Призначена для стрільби патронами 5,56×45 мм NATO та ST Kinetics Extended Range. У стандартній комплектації поставляється з планками Пікатінні в положеннях «три», «шість», «дев'ять» та «12 годин».
Виробництво цієї гвинтівки дозволить сінгапурським військовим поступово зняти автомат SAR-21 з озброєння. Вона також пропонується для продажу на експорт.

## Історія
BR18 вперше з'явився на авіашоу в Сінгапурі у 2012 році, де він був відомий як Next-Gen Concept Bullpup Rifle.У 2014 році BR18 вперше був представлений на виставці Eurosatory під назвою BMCR.На початок 2015 року гвинтівка мала стати доступною як для військових, так і для правоохоронних органів.
Після проведення випробувань у 2017 році компанія ST Kinetics продемонструвала серійний варіант гвинтівки, що отримала назву BR18 на виставці Singapore Airshow 2018.

## Конструкція
Ствол BR18 покритий запатентованим сухим мастилом, яке відштовхує пісок, пил та порохову сажу, що спрощує обслуговування. Гвинтівка також варта роботи на пляжі, що дозволяє стрілку безпечно вести вогонь після занурення автомата у воду.
Зброя виготовлена з армованого вибухозахищеного полімеру та оснащена планками Пікатінні для встановлення оптичних прицілів та інших тактичних аксесуарів. На конструкцію гвинтівки вплинула конструкція SAR-21, завдяки чому BR18 також може використовуватися як шульгами, так і правшами.
ST Kinetics заявила, що ефективна дальність стрільби BR18 становить 460 м та 800 м при стрільбі боєприпасами M193 та SS109 відповідно. Початкова швидкість кулі становить 860 м/с під час використання патронів SS109.
Рукоятка заряджання розміщена над спусковою скобою. У початкових проєктах рукоятка заряджання розташовувалась над упором для щоки, що означало, що людина змушена була відійти від гвинтівки, щоб пересмикнути затвор. Передсерійні моделі покращили це внаслідок того, що рукоятка для заряджання може бути складена однією рукою та відведена назад двома пальцями, використовуючи силу руху рукоятки для складання.
У той час як версія 5,56 вже запланована до виробництва, зараз розробляється версія під патрон 7,62×51 мм НАТО.BR18 може використовувати гранатомет 40 GL виробництва STK, прикріплений під стволом через планки Пікатінні.

## Варіанти
BR18 доступний у трьох конфігураціях:
- Штурмова гвинтівка
- Легкий кулемет
- Марксменська гвинтівка